# Saint Vitus
Saint Vitus je americká doom metalová kapela z kalifornského města Los Angeles založená roku 1978 pod názvem Tyrant v sestavě Dave Chandler (kytara), Mark Adams (baskytara), Armando Acosta (bicí) a Scott Reagers (zpěv). V roce 1981 se přejmenovala na současný název. Je to jedna z prvních kapel hrajících doom metal, tento žánr pomáhala definovat. Společně s Trouble, Candlemass a Pentagram patří do „velké čtyřky“ doom metalu.
Mezi její hudební vzory patřily skupiny Black Sabbath a Black Flag.
Debutní stejnojmenné studiové album Saint Vitus vyšlo v roce 1984. Během své hudební dráhy se kapela na několik let rozpadla, v roce 2008 se obnovila v sestavě Dave Chandler (kytara), Mark Adams (baskytara), Armando Acosta (bicí) a Scott Weinrich (zpěv).

## Diskografie
Dema
- Rehearsal (1978) (1978) – pod názvem kapely Tyrant
- Demo 1979 (1979) – pod názvem kapely Tyrant
- 1983 Demo (1983)

Studiová alba
- Saint Vitus (1984)
- Hallow's Victim (1985)
- Born Too Late (1986)
- Mournful Cries (1988)
- V (1990)
- C.O.D. (1992)
- Die Healing (1995)
- Lillie: F-65 (2012)

EP
- The Walking Dead (1985)
- Thirsty and Miserable (1987)
- Live (2012)

Kompilační alba
- Heavier than Thou (1991)
- The Walking Dead / Hallow's Victim (2010)

Live alba
- Live (1990)
- Marbles in the Moshpit (2012)
- Live Vol. 2 (2016)